# Barbolla (kommunhuvudort)
Barbolla är en kommunhuvudort i Spanien.   Den ligger i provinsen Provincia de Segovia och regionen Kastilien och Leon, i den centrala delen av landet, 100 km norr om huvudstaden Madrid. Barbolla ligger 942 meter över havet och antalet invånare är 247.
Terrängen runt Barbolla är huvudsakligen platt, men västerut är den kuperad. Barbolla ligger nere i en dal. Runt Barbolla är det mycket glesbefolkat, med 6 invånare per kvadratkilometer. Närmaste större samhälle är Sepúlveda, 6,5 km sydväst om Barbolla. Trakten runt Barbolla består till största delen av jordbruksmark.